# Alhaud
Alhaud eller Theta Ursae Majoris (θ Ursae Majoris, förkortat Theta Uma, θ UMa) som är stjärnans Bayer-beteckning, är en dubbelstjärna i den östra delen av stjärnbilden Stora Björnen. Den har en skenbar magnitud på +3,17 och är synlig för blotta ögat där ljusföroreningar ej förekommer. Baserat på parallaxmätningar i Hipparcos-uppdraget på 74,2 mas beräknas den befinna sig på ca 44 ljusårs (13 parsek) avstånd från solen.

## Nomenklatur
Theta Ursae Majoris utgjorde tillsammans med Tau Uma, 23 Uma, Upsilon Uma, Fi Uma, 18 Uma och 15 Uma, den arabiska asterismen Sarīr Banāt al-Na'sh, Nashdöttrarnas tron och Al- Houd, ”dammen”. Enligt stjärnkatalogen i The Technical Memorandum 33-507 - A Reduced Star Catalog Containing 537 Named Stars, var Al- Haud namnet på sju stjärnor: 15 Uma som Alhaud I, Tau Uma som Alhaud II, 18 Uma som Alhaud III, 23 Uma som Alhaud IV, Theta Uma som Alhaud V, Upsilon Uma som Alhaud VI och Fi Uma som Alhaud VII.

## Egenskaper
Primärstjärnan Theta Ursae Majoris är en gul till vit underjättestjärna av spektralklass F6 IV. Den har en massa som är ca 1,4 gånger solens massa, en radie som är ca 2,4 gånger större än solens och utsänder ca 7,8 gånger mera energi än solen från dess fotosfär vid en effektiv temperatur på ca 6 300 K.
År 1976 rapporterades Theta Ursae Majoris som ett spektroskopisk dubbelstjärna med en omloppsperiod på 371 dygn. Detta ifrågasattes dock 1987 med hänvisning till att uppgifterna kunde förklaras av slumpmässiga effekter. Nya observationer 2009 med Bokteleskopet i Arizona visade förändringar på 180 m/s i radiell hastighet, även om detta inte gav tillräckliga bevis för att stödja en Keplerbana. Det finns också en stjärna av 14:e magnituden med gemensam egenrörelse med Theta Ursae Majoris separerad med 4,1 bågsekunder, vilket tyder på det konstellationen eventuellt kan vara en trippelstjärna.